# ナートーレー＝カルター

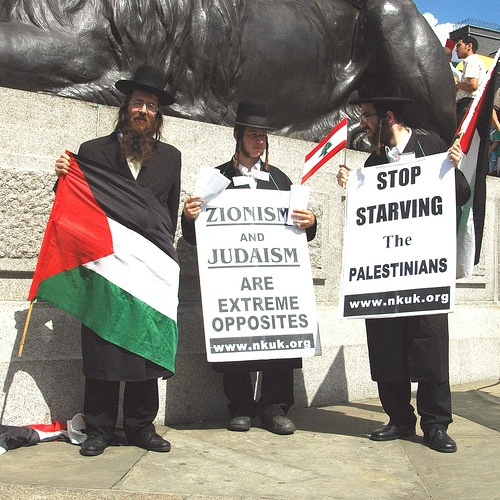
ロンドンで活動するナートーレー＝カルターのメンバー（2006年）パレスチナとレバノンの旗を持ち、「シオニズムとユダヤ主義は全くの正反対」、「パレスチナ人への飢え死にを止めろ」と主張している

ナートーレー＝カルター、ネトゥレイ・カルタ、ナトレイ・カルタ（נָטוֹרֵי־קַרְתָּא nāt‘ôrēy-qartā’, アラム語:Neturei Karta, 都市の護衛もしくは聖都の守護者）はいかなる形式のシオニズム及びイスラエル国家に反対しているユダヤ教超正統派の組織で、1938年に設立された。『ガーディアン』紙に拠れば「超正統派の中の超正統派」のグループであり、超正統派の中でも原理主義であるとされている。
救世主の到来までユダヤ人がイスラエルの地で主権を回復することを厳しく禁じられているという信念の下、イスラエル国家の「平和的解体」を主張している。
人口は5000人以下で、エルサレムに集中している。他にも関係はあるがメンバーでない小さな集団がイスラエル、ロンドン、ニューヨーク市、およびニューヨーク州内などに住んでいる。

## 思想
ネトゥレイ・カルタの支持者はラビ文学に重きを置く。その中では「ユダヤ人はまずその罪のためにイスラエルの地を逐われる（原文不詳）」と書かれている。それに加え「如何なるかたちでの強制力によるイスラエル再建も神の意志に反する」（バビロニアタルムード、tractate Ketubot 111）という少数派の観点を持つ。
また指導者は「ホロコーストはユダヤ人の罪」、とりわけ「シオニズムに対する神の罰である」と信じている。彼らの視点では「シオニズムは神への僭越な侮辱である」としている。ナトゥレイ・カルタでは「ユダヤ人は離散が終わるまで神の意志を待たねばならない」、「人がそれを試みるのは罪深い」と教えている。彼らのウェブサイトでは「シオニストが故意にナチのガス室で数万のユダヤ人を死に追いやった」と非難しており「シオニストはシオニストの国を建てようとしている」として、むしろパレスチナ以外へのユダヤ人の移住を許容している。
彼らの一部は「同じか同様の信念を持つ多くのユダヤ人が存在するが、マスメディアが故意に彼らの観点を控え目に扱い、彼らが単なる少数派であるように見せている」としている。
彼らは、真のイスラエルはメシアの到来と共に再建されるとしている。

## ノート
- ^ Photocopies of documents and receipts
- ^ Amir Rappaport. Arafat transferred funds to Neturei Karta: Captured PA documents reveal that $55,000 given to leader of the anti-Zionist sect. マアリーブ Maariv International, 2 April 2004.